# Манфред Шефер
Манфред Шефер (англ. Manfred Schaefer; 12 лютого 1943, Піллау, Східна Пруссія — 28 березня 2023) — австралійський футболіст німецького походження, захисник. Відомий своїми виступами за «Сент-Джордж-Будапешт». У футболці національної збірної Австралії грав на Чемпіонаті світу 1974 року в Німеччині. Тренував клуби Національної футбольної ліги Австралії.

## Ранні роки
Народився в східнопруському місті Піллау, поблизу Кеннінгсберга, яке на той час входило до складу Німеччини. В останні дні Другої світової війни родина Шеферів виїхала на Захід, де оселилася в Бремені. У 1954 році 11-річний Манфред разом з сім'єю емігрував до Австралії. Працював молочником, але в середині 1980-х років ця професія фактично припинила своє існування. Кожного ранку Манфред доставляв свіже молоко власникам будинків у передмісті та лолав, пробігаючи, величезні відстані при цьому, саме з цим й пов'язували прекрасну фізичну форму захисника.

## Клубна кар'єра
Футбольну кар'єру розпочав 1960 року в колективі «Блектаун Сіті Дімонс» з другої ліги чемпіонату штату Новий Південний Уельс. У 1963 році перейшов до представника Першої ліги чемпіонату штату Новий Південний Уельс «Сент-Джордж-Будапешт», в якому виступав до завершення кар'єри в 1975 році. У «Сент-Джорджі» грав з зірковими австралійськими футболістами Атілла Абоньї та Джонні Воррен. У 1967, 1971, 1974 та 1975 роках разом з командою виграв чемпіонат штату Новий Південний Уельс. У 1967, 1972 та 1975 роках вигравав кубок штату, а в 1964 та 1972 року володарем кубку Федерації штату. У 1975 році був граючим тренером «Сент-Джорджем».

## Кар'єра в збірній
У футболці національної збірної Австралії 5 листопада 1967 року в поєдинку проти Нової Зеландії під час турніру в Сайгоні. Брав участь у програних матчах чемпіонату світу 1970 року. У 1973 році Австралія вперше виборола путівку на чемпіонат світу (1974 року). На турнірі в ФРН Пітер зіграв у всих трьох матчах австралійців на груповому етапі (з НДР 0:2, ФРН 0:3 та з Чилі 0:0). Поєдинок з чилійцями став останнім для Шефера у кар'єрі національній команді. У період з 1967 по 1974 рік зіграв 45 матчів (73 матчі та 1 гол, з урахуванням неофіційних поєдинків).

## Кар'єра тренера
По завершенні кар'єри гравця розпочав тренерську діяльність. З 1975 по 1979 рік очолював «Сент-Джордж-Будапешт», у футболці якого 1976 року став чемпіоном штату Новий Південний Уельс. У 1982—1986 роках тренував «Сідней Олімпік», з яким двічі здобув срібні нагороди чемпіонату Австралії 1984 та 1986 року. Потім тренував «Брансвік Ювентус»(чемпіонат штату Вікторія), «АПІА Лейхгардт» та «Сідней Кроатія», у складі останнього з вище вказаних команд став фіналістом кубку Австралії 1994 року. У 1995 році очолив «Лейхгард Тайгерс», а в 1995—1997 роках — «Марконі Сталліонс». У 1998—1999 років був головним тренером клубу «Аделаїд Шаркс», а в 2002—2004 роках — асистентом головного тренера «Параматта Пауер». У 2004 році допоміг «Параматті» виграти срібні нагороди чемпіонату.
У 1999 році став першим гравцем, який потрапив до Австралійської Зали Слави. Брав участь у жеребкуванні попередніх кваліфікаційних матчах чемпіонату світу 2006 року.

## Особисте життя
На честь Манфреда Шефера назвали терасу в Гленвуді, передмістя Сіднея. Його донька, Кім Шефер, зіграла декілька неофіційних матчів за жіночу збірну Австралії з футболу.
Помер 28 березня 2023 року.